# Beatrice-M.-Tinsley-Preis
Der Beatrice-M.-Tinsley-Preis wird alle zwei Jahre von der American Astronomical Society verliehen. Er erkennt herausragende Forschungsbeiträge in der  Astronomie oder Astrophysik an, die außergewöhnlich kreativer oder innovativer Art sind.  Der Preis ist nach der Kosmologin und Astronomin Beatrice Tinsley benannt.

## Gewinner des Tinsley-Preises
| Jahr | Preisträger                               | Begründung |
| ---- | ----------------------------------------- | --- |
| 1986 | Jocelyn Bell Burnell                      | Entdeckerin des ersten Pulsars |
| 1988 | Harold I. Ewen Edward Mills Purcell       | Entdecker der 21-cm-Linie atomaren Wasserstoffs |
| 1990 | Antoine Labeyrie                          | Erfinder der Speckle-Interferometrie |
| 1992 | Robert Henry Dicke                        | Erfinder des Lock-in-Verstärkers |
| 1994 | Raymond Davis junior                      | Erfinder von Neutrinodetektoren, erste Messung solarer Neutrinos |
| 1996 | Aleksander Wolszczan                      | Entdecker des ersten Pulsar-Planeten |
| 1998 | Robert E. Williams                        | Spektroskopie, besonders in Gaswolken |
| 2000 | Charles R. Alcock                         | Suche nach massereichen kompakten Objekten in galaktischen Halos |
| 2002 | Geoffrey Marcy R. Paul Butler Steven Vogt | Entwickler ultra-hochauflösender Dopplerspektroskopie, und Entdecker vieler extrasolarer Planeten durch Messungen der Radialgeschwindigkeit |
| 2004 | Ronald J. Reynolds                        | Studien des interstellar Mediums |
| 2006 | John E. Carlstrom                         | Untersuchung des kosmischen Mikrowellenhintergrunds mit Hilfe des Sunyaev-Zeldovich-Effekts |
| 2008 | Mark Reid                                 | Für Präzisions-Astrometrie-Experimente mit dem VLBI und VLBA und Pionierarbeiten für die Verwendung kosmischer Maser in der Astronomie. Seine Forschungen in der Radioastronomie führten zum besseren Verständnis von Regionen mit Sternbildung und verbesserten die Abstandsmessungen in der Lokalen Gruppe. |
| 2010 | Drake Deming                              | Für die Entdeckung thermischer Infrarot-Strahlung von Exoplaneten mit dem Spitzer Space Telescope |
| 2012 | Ronald L. Gilliland                       | Für Time-domain-Photometrie mit sehr hohem Signal-zu-Rausch-Verhältnis. |
| 2014 | Chris Lintott                             | Für die Generierung eines transformativen Zugangs zu den Naturwissenschaften durch Einbeziehung von Nicht-Wissenschaftlern in der Spitzenforschung |
| 2016 | Andrew Gould                              | For his development of gravitational microlensing as an important tool for the discovery and characterization of exoplanets. |
| 2018 | Julianne Dalcanton                        | For her pioneering use of large surveys to study low-surface-brightness galaxies and her leadership in developing Hubble Space Telescope surveys to create a legacy of data on resolved stellar populations of nearby galaxies.                                                                               |
| 2020 | Krzysztof Stanek Christopher Kochanek     | For their innovative contributions to time-domain astronomy and, in particular, their leadership in the All-Sky Automated Survey for Supernovae (ASAS-SN). |
| 2021 | Bill Paxton                               | For his inspired work on providing, maintaining, and supporting the use of open-source stellar-evolution codes that have seeped into the foundation of research and education efforts. |
| 2024 | Dennis Zaritsky                           | For his innovative observations probing the structure and evolution of galaxies. |